# Extern rening
Extern rening är rening av avloppsvatten utanför den egentliga produktionsprocessen. Det finns tre typer av extern rening: mekanisk rening, biologisk rening och kemisk rening. Extern rening bedrivs i exempelvis kommunala reningsverk. Nuförtiden föredras intern rening som sker på samma ställe som där föroreningarna skapas.